# Walerij Gładilin
Walerij Pawłowicz Gładilin, ros. Валерий Павлович Гладилин (ur. 19 października 1951 we wsi Salarjewo, w obwodzie moskiewskim, Rosyjska FSRR) – rosyjski piłkarz, grający na pozycji pomocnika lub napastnika, trener piłkarski.

## Kariera piłkarska

### Kariera klubowa
Wychowanek klubu Komieta Łytkarino. W 1968 rozpoczął karierę piłkarską w podmoskiewskim zespole Komieta, a w 1970 przeszedł do Awtomobilistu Krasnojarsk. W 1974 został piłkarzem Spartaka Moskwa. W 1979 został zaproszony do Kajratu Ałmaty. W 1983 roku powrócił do Spartaka Moskwa, a w 1985 przeniósł się do Łokomotiwu Moskwa. W latach 1987–1989 występował w trzecioligowych klubach Szachtior Karaganda, Meliorator Szymkent, Urałmasz Swierdłowsk i Navbahor Namangan. W sezonie 1989/90 był zawodnikiem polskiego klubu Lignomat Jankowy. W 1991 grał w amatorskim zespole FK Moskowski oraz drużynie futsalu Dina Moskwa, po czym zakończył karierę piłkarza.

### Kariera reprezentacyjna
W 1975 rozegrał 4 mecze w olimpijskiej reprezentacji ZSRR. W 1979 bronił barw reprezentacji Kazachskiej SRR na Spartakiadzie Narodów ZSRR. W 1991 bronił barw w narodowej reprezentacji ZSRR w futsalu.

## Kariera trenerska
Jeszcze będąc piłkarzem rozpoczął pracę szkoleniowca. W latach 1987–1988 łączył funkcje trenerskie i piłkarza w Melioratorze Szymkent, a w 1989 w Navbahor Namangan. Od 1992 do 1996 roku grał i trenował w piłkarskiej drużynie gwiazd muzyki pop "Starko", również był prezesem Klubu Sportowego Artystów "Gwiazdy sportu". W latach 1997–1998 pomagał trenować Spartak Moskwa, a w 1998-1999 - Dinamo Moskwa. Potem prowadził młodzieżową reprezentację Rosji. W grudniu 2001 objął stanowisko głównego trenera ormiańskiego klubu Mika Erywań, którym kierował do maja 2002. Również trenował młodzieżową reprezentację Armenii. Od 25 lipca 2002 do końca roku stał na czele Dinama Petersburg. W 2003 ponownie trenował rosyjską młodzieżówkę. Od kwietnia 2004 roku zaangażował się w życie polityczne, zajmował różne stanowiska w rządzie i Dumie Państwowej. Od 2009 do 10 kwietnia 2012 również pracował jako prezes klubu Dniepr Smoleńsk.

## Sukcesy i odznaczenia

### Sukcesy piłkarskie
Spartak Moskwa
- wicemistrz ZSRR: 1974, 1983, 1984
- mistrz Pierwoj ligi ZSRR: 1977

### Odznaczenia
- tytuł Mistrza Sportu klasy międzynarodowej
- tytuł Zasłużonego Trenera Rosji